# المسيحية في القرن التاسع عشر
من سمات المسيحية في القرن التاسع عشر الإحياء الإنجيلي في بعض البلدان البروتستانتية إلى حد كبير، وظهور آثار الثقافة الإنجيلية الحديثة فيما بعد في الكنائس. كان اللاهوت الليبرالي أو الحداثي أحد نتائج ذلك. في أوروبا، عارضت الكنيسة الرومانية الكاثوليكية بشدة حروب الليبرالية والثقافة التي شُنّت في ألمانيا وإيطاليا وبلجيكا وفرنسا. وأكدت بقوة على التقوى الشخصية. في أوروبا، كان هناك ابتعاد عام عن ممارسة الشعائر الدينية والإيمان بتعاليم المسيحية والانتقال نحو العلمانية. في البروتستانتية، كان إحياء التقوية شائعًا.

## الحداثة في اللاهوت المسيحي
نظرًا لأن الآثار الجذرية للتأثيرات العلمية والثقافية للتنوير بدأت بالظهور في الكنائس البروتستانتية، خاصة في القرن التاسع عشر، سعت المسيحية الليبرالية، التي يجسدها عدد كبير من اللاهوتيين في ألمانيا في القرن التاسع عشر، إلى جلب الكنائس إلى جانب الثورة الواسعة التي مثّلتها الحداثة. عند القيام بذلك، طُوِّرت مناهج نقدية جديدة للكتاب المقدس، وتوضّحت مواقف جديدة بشأن دور الدين في المجتمع، وتكشّف انفتاح جديد على التشكيك في تعاريف الأرثوذكسية المسيحية المقبولة عالميًا تقريبًا.
ظهرت الأصولية المسيحية ردًّا على هذه التطورات ورفضت التأثيرات الجذرية للإنسانية الفلسفية التي كانت تؤثر في الدين المسيحي. باستهداف النهج النقدية لتفسير الكتاب المقدس ومحاولة عرقلة التقدم الذي تحقق في كنائسهم من خلال الافتراضات الإلحادية العلمية، بدأ الأصوليون بالظهور في مختلف الطوائف كحركات مستقلة عديدة لمقاومة الانجراف بعيدًا عن المسيحية التاريخية. مع مرور الوقت، انقسمت الحركة الأصولية الإنجيلية إلى جناحين رئيسيين، أصبحت الأصولية اسمًا لأحدهما، بينما أصبحت الإنجيلية الراية المفضلة للحركة الأكثر اعتدالًا. على الرغم من أن كلتا الحركتين نشأت أساسًا في العالم الناطق باللغة الإنجليزية، فإن غالبية الإنجيليين يعيشون الآن في أماكن أخرى من العالم.
بعد الإصلاح، استمرت الجماعات البروتستانتية بالانشقاق، ما أدى إلى ظهور مجموعة من اللاهوتيات الجديدة. سمِّي المتحمسون بهذا الاسم بسبب حماستهم العاطفية. وشمل هؤلاء الميثوديين والكويكرز والمعمدانيين. سعت مجموعة أخرى إلى التوفيق بين الإيمان المسيحي والأفكار الحداثية، ما جعلهم في بعض الأحيان يرفضون المعتقدات التي اعتبروها غير منطقية، بما في ذلك قانون الإيمان النيقاوي وقانون الإيمان الخلقيدوني. شمل هؤلاء التوحيديين والكونيين. أصبحت القضية الرئيسية للبروتستانت هي الدرجة التي يساهم بها الناس في خلاصهم. غالبًا ما يُنظر إلى الجدال على أنه خلاص يتضمن تآزرًا بين الله والإنسان (التآزر - synergism) مقابل خلاص من الله وحده (الانفراد - monergism)، على الرغم من أن استخدام المسميين الكالفينية والأرمينيانية أكثر شيوعًا، في إشارة إلى ختام سينودوس دوردريخت.
شهد القرن التاسع عشر ظهور النقد الكتابي والاطلاع على التنوع الديني في القارات الأخرى، وقبل كل شيء تقدّم العلم. دفع هذا العديد من المسيحيين إلى التشديد على الإخاء، ورؤية المعجزات كخرافات، والتأكيد على اتباع نهج أخلاقي مع الدين باعتباره أسلوب حياة بدلاً من حقيقة مطلقة.

### المسيحية الليبرالية
أعادت المسيحية الليبرالية -تسمى أحيانًا اللاهوت الليبرالي- تشكيل البروتستانتية. تُعدّ المسيحية الليبرالية مصطلحًا جامعًا يشمل الحركات والأفكار المتنوعة المستنيرة فلسفيًا في المسيحية في القرن التاسع عشر والقرن العشرين. على الرغم من اسمها، كانت المسيحية الليبرالية متبدّلة دائمًا. لا تشير كلمة ليبرالية في المسيحية الليبرالية إلى أجندة سياسية يسارية، بل تشير إلى الأفكار التي تطورت خلال عصر التنوير. بشكل عام، رأت ليبرالية عصر التنوير أن الناس هم كائنات سياسية وأن حرية الفكر والتعبير يجب أن تكون قيمتهم العليا. يدين تطور المسيحية الليبرالية كثيرًا لأعمال اللاهوتيّ فريدريك شليرماخر. تعدّ المسيحية الليبرالية برمّتها نتاجَ حوار فلسفي مستمر.

## أوروبا البروتستانتية

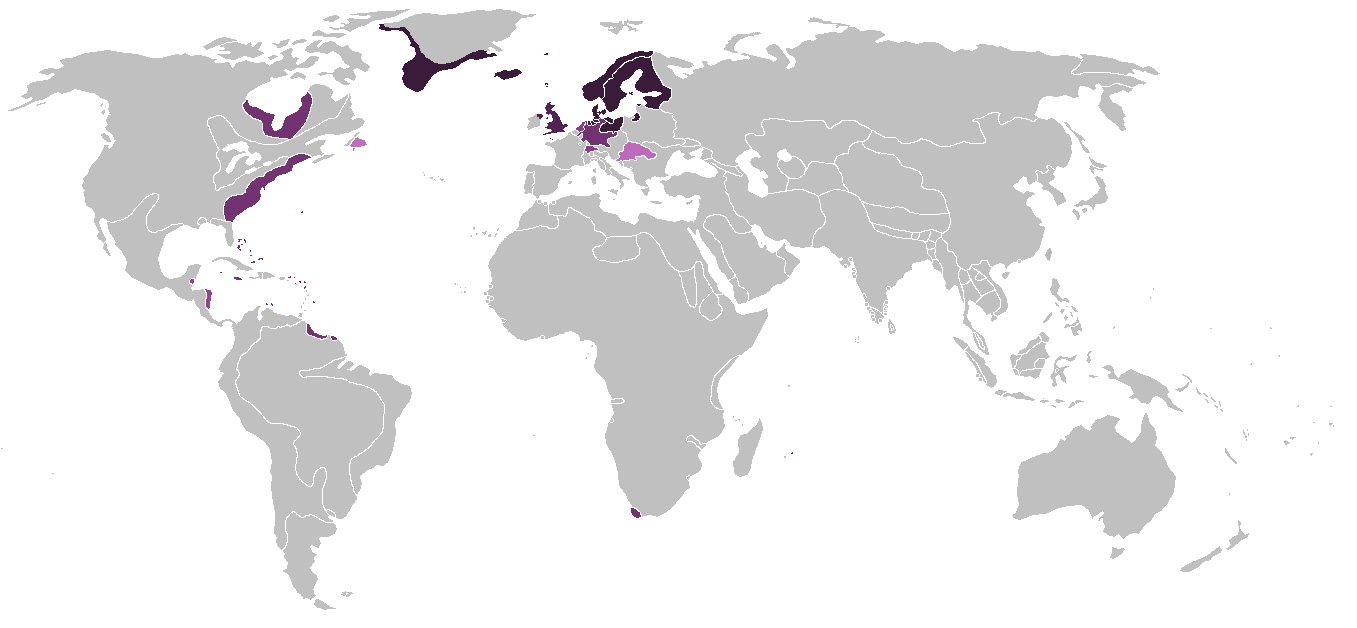
انتشار البروتستانتية في العالم عام 1710

يقول المؤرخ كينيث سكوت لاتوريت إن مستقبل البروتستانتية في بداية القرن التاسع عشر كان غير مشجِّع. لقد كانت دينًا إقليميًا ينتشر في شمال غرب أوروبا، مع وجود موقع في الولايات المتحدة ذات الكثافة السكانية المنخفضة. كانت متحالفةً بشكل وثيق مع الحكومة، كما هو الحال في الدول الاسكندنافية وهولندا وبروسيا، وخاصة بريطانيا العظمى. جاء التحالف على حساب الاستقلال، إذ اتخذت الحكومة قرارات السياسة الأساسية، وصولًا إلى أدق التفاصيل مثل رواتب الكهنة ومواقع الكنائس الجديدة. عززت التيارات الفكرية السائدة في عصر التنوير العقلانية، ووعظ معظم القادة البروتستانت نوعًا من الربوبية. من الناحية الفكرية، تقوّض الطرق الجديدة للدراسة التاريخية والأنثروبولوجية التصديق التلقائي للقصص الإنجيلية، كما فعلت علوم الجيولوجيا والبيولوجيا. كان التصنيع عاملًا سلبيًا للغاية، إذ نادرًا ما انضم العمال الذين انتقلوا إلى المدينة إلى الكنائس. اتّسعت الفجوة بسرعة بين الكنيسة والذين لا يتعبّدون فيها، وقوّضت القوى العلمانية الموجودة في كل من الاشتراكية والليبرالية مكانةَ الدين. على الرغم من القوى السلبية، أظهرت البروتستانتية حيوية مذهلة بحلول عام 1900. أدار البروتستانت ظهرهم لعقلانية التنوير، واعتنقوا الرومانسية، وأكدوا على ما هو شخصي وغير مرئي. استطاعت الأفكار الجديدة كليًا -التي أعلن عنها فريدريك شليرماخر وسورين كيركغور وألبرشت ريتشل وأدولف فون هارناك- استعادة قوة اللاهوت الفكرية. أُولي المزيد من الاهتمام للعقائد التاريخية مثل اعترافات أوغسبورغ وهايدلبرغ ووستمنستر. توسّعت نشاطات التقوية في القارة، والإنجيلية في بريطانيا بشكل كبير، ما أدى إلى إبعاد الأتقياء عن التشديد على الشكليات والطقوس نحو التأكيد على الإحساس الداخلي تجاه العلاقة الشخصية بالمسيح. وفّرت الأنشطة الاجتماعية، عن طريق التثقيف ومعارضة الرذائل الاجتماعية مثل العبودية والإدمان على الكحول والفقر، فرصًا جديدة للخدمة الاجتماعية. قبل كل شيء، أصبح النشاط التبشيري في جميع أنحاء العالم هدفًا ذا قيمة عالية، إذ أثبت نجاحًا كبيرًا في تحقيق تعاون وثيق مع الإمبراطوريات البريطانية والألمانية والهولندية.

### بريطانيا
في إنجلترا، أكّد الأنجليكانيون على العناصر الكاثوليكية تاريخيًا في تراثهم، إذ أعاد عنصر الكنيسة العليا الأثواب والبخور إلى طقوسهم، ضد معارضة الإنجيليين في الكنيسة السفلى. عندما بدأت حركة أكسفورد بالدعوة إلى استعادة الإيمان والممارسة الكاثوليكية التقليدية إلى كنيسة إنجلترا، كان هناك حاجة إلى استعادة حياة الرهبانية. أسّس الكاهن الأنجليكاني جون هنري نيومان مجتمعًا من الرجال في ليتلمور بالقرب من أكسفورد في أربعينيات القرن التاسع عشر. ومنذ ذلك الحين، أصبح هناك العديد من مجتمعات الرهبان والإخوان والأخوات والراهبات التي أُنشئت داخل الاتحاد الأنجليكاني. في عام 1848، أسّست الأم بريسيلا ليديا سيلون «أخوات المحبة الأنجليكانيات» وأصبحت أول امرأة تؤدي العهود الدينية في الاتحاد الأنجليكاني منذ الإصلاح الإنجليزي. في أكتوبر 1850، خُصِّص أول مبنى ليكون وقفًا لإسكان أخوية أنجليكانية في أبيمير في بليموث. ضمّ المبنى عدة مدارس للمحتاجين ومغسلة ومطبعة ومطعمًا للفقراء. منذ أربعينيات القرن التاسع عشر وخلال المئة عام التالية، انتشرت الجماعات الدينية لكل من الرجال والنساء في بريطانيا وأمريكا وأقصاع أخرى.